# Зирц (аббатство)
Зирц (венг. Zirc, устаревшая форма Zircz)— католическое цистерцианское аббатство в Венгрии, в городе Зирц (в 40 км к югу от Дьёра и в 15 км к северу от Веспрема). Центр и крупнейший монастырь цистерцианского ордена в Венгрии.

## История
Ранняя история монастыря изучена плохо из-за скудости источников. Считается, что аббатство основано королём Белой III в 1182 году на землях бывшего королевского домена. По линии цистерцианской преемственности Зирц принадлежал ветви Клерво. Монастырь быстро рос и вскоре стал одним из самых больших и почитаемых в стране. В 1232 году Зирц основал дочернее аббатство в городе Кутьево (современная Хорватия). После трёх веков процветания в конце XV века наметился постепенный упадок монастыря. Довершили его гибель турецкие нашествия, в 1526 году турки полностью разорили аббатство, все монахи покинули его, а остатки строений перешли к частным владельцам.

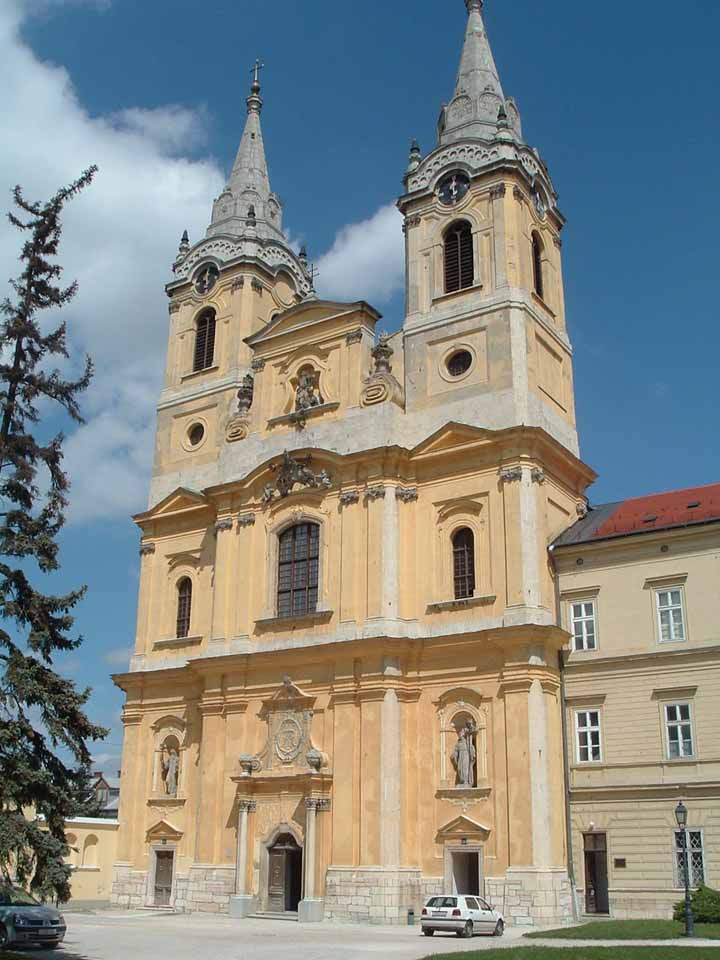
Монастырская церковь

Восстановление монастыря произошло в середине XVII века, в 1659 году его собственником стал аббат монастыря Лилиенфельда, который годом позже назначил одного из своих помощников аббатом Зирца, переселил туда часть братии и начал восстановительные работы. Обновлённый монастырь (иногда его называют Зирц II) стал, таким образом, дочерним для Лилиенфельда и вместе с ним стал принадлежать ветви Моримона. Впоследствии Зирц передавали под управление аббатств Клостермариенберг и Хайнрихау. Из последнего в Зирц переселилась большая группа монахов, после чего строительные и восстановительные работы активизировались. В 1745 году была освящена церковь монастыря, выстроенная в стиле барокко.
Во время наполеоновских войн монахи были изгнаны из аббатства, однако в 1814 году оно было вновь открыто. Зирц рос и становился признанным центром цистерцианства в Венгрии. Под его руководство был переведён целый ряд более мелких монастырей, в том числе (в 1878 году) известное аббатство в Сентготтхарде. В 1923 году была образована конгрегация Зирца, объединение монастырей, подчиняющихся зирцскому аббатству. В начале XX века в Зирце подвизалось более 100 монахов.
После установления в Венгрии коммунистического режима после Второй мировой войны большинство монахов Зирца бежало из страны, главным образом, в США. В 1950 году монастырь был закрыт, а церковь стала обычной приходской. В 1989 году монастырь вновь стал действующим. В бывшей резиденции аббата открыт музей. Монастырская церковь Успения Богородицы носит почётный статус «малой базилики»